# Campo nell’Elba
Campo nell’Elba ist eine der ältesten Kommunen der Provinz Livorno in der italienischen Region Toskana. Die Kommune liegt auf der Insel Elba und hat 4683 Einwohner (Stand 31. Dezember 2023).

## Geographie
Die Gemeinde erstreckt sich über rund 55,6 km² und ist somit flächenmäßig die größte Kommune auf der Insel. Sie befindet sich im Süden Westelbas. Zur Gemeinde gehören die Bergdörfer San Piero in Campo und Sant'Ilario in Campo sowie La Pila im Inselinneren und die Küstenorte Cavoli, Seccheto, Fetovaia und Marina di Campo, der auch der kommunale Hauptort ist. Zudem rechnet auch die Insel Pianosa zum Gemeindegebiet.
Die Nachbargemeinden sind Capoliveri, Marciana und Portoferraio.

## Sehenswürdigkeiten
- Die Kommune Campo nell'Elba erstreckt sich über die Süd- und Südosthänge des Monte-Capanne-Massivs bis zum Meer. Zum Wandern sehr gut geeignet sind die gut ausgeschilderten Wanderrouten rund um den Monte Perone, der mit 630 m Höhe ein lohnendes Ausflugsziel darstellt. Er ist ein von Pinien bedeckter Berg mit Aussicht auf den gesamten Archipel und die tyrrhenische Küste.
- Auf dem Weg dorthin liegen die Ruinen der nahegelegenen Chiesa di San Giovanni in Campo. Von der Kirche stehen nur noch die Außenmauern. Nicht weit von ihr entfernt befand sich die Einsiedelei von San Giovanni aus dem 7. Jahrhundert.
- Unterhalb der Kirche, von weitem sichtbar, erhebt sich der Torre di San Giovanni ⊙, ein Wehrturm aus dem 11. Jahrhundert, der Zeit der pisanischen Herrschaft. Er steht auf einem riesigen Granitblock. Der Turm, im Volksmund auch Torre della Regina (Turm der Königin) genannt, wurde errichtet, um den Seeweg auf dem Kanal von Piombino und dem angrenzenden Meer zu kontrollieren. Er war einst Teil einer Wachtturmreihe in Sichtweite, die sich gegenseitig Informationen zur Verteidigung austauschten. Nach seiner Einnahme und Zerstörung war er über Jahrhunderte der den Golf von Campo beherrschende Turm. Er wurde 1995 restauriert und befestigt.
- Besuchenswert sind die Bergdörfer San Piero in Campo ⊙ und Sant'Ilario ⊙ mit ihren pittoresken Gassen und den Ausblicken über die Ebene von Campo.
- Der kommunale Hauptort Marina di Campo besitzt den längsten Sandstrand der Insel mit ca. 1,4 km Länge. Sehenswert sind seine Altstadt sowie sein Einkaufszentrum. Am Rand von Marina di Campo findet man das Acquario, eine Ausstellung lebender Mittelmeerfauna.
- In La Pila kann man am einzigen Flugplatz der Insel Sportflugzeuge, aber auch Linienmaschinen bis zur Größe von Learjet, starten und landen sehen.
- An der Südküste der Kommune, der Costa del sole, reihen sich die Badeorte Cavoli, Seccheto und Fetovaia.
- Dank dem Nationalpark Toskanischer Archipel stehen die Gewässer vor Campo nell’Elba unter Naturschutz, weshalb es viele artenreiche Tauchgebiete zur Erkundung der sehenswerten Unterwasserwelt gibt. In Marina di Campo sind mehrere Tauchbasen und Tauchschulen zu finden, zudem gibt es zahlreiche Angebote von Segelschulen sowie für Bootsausflüge.

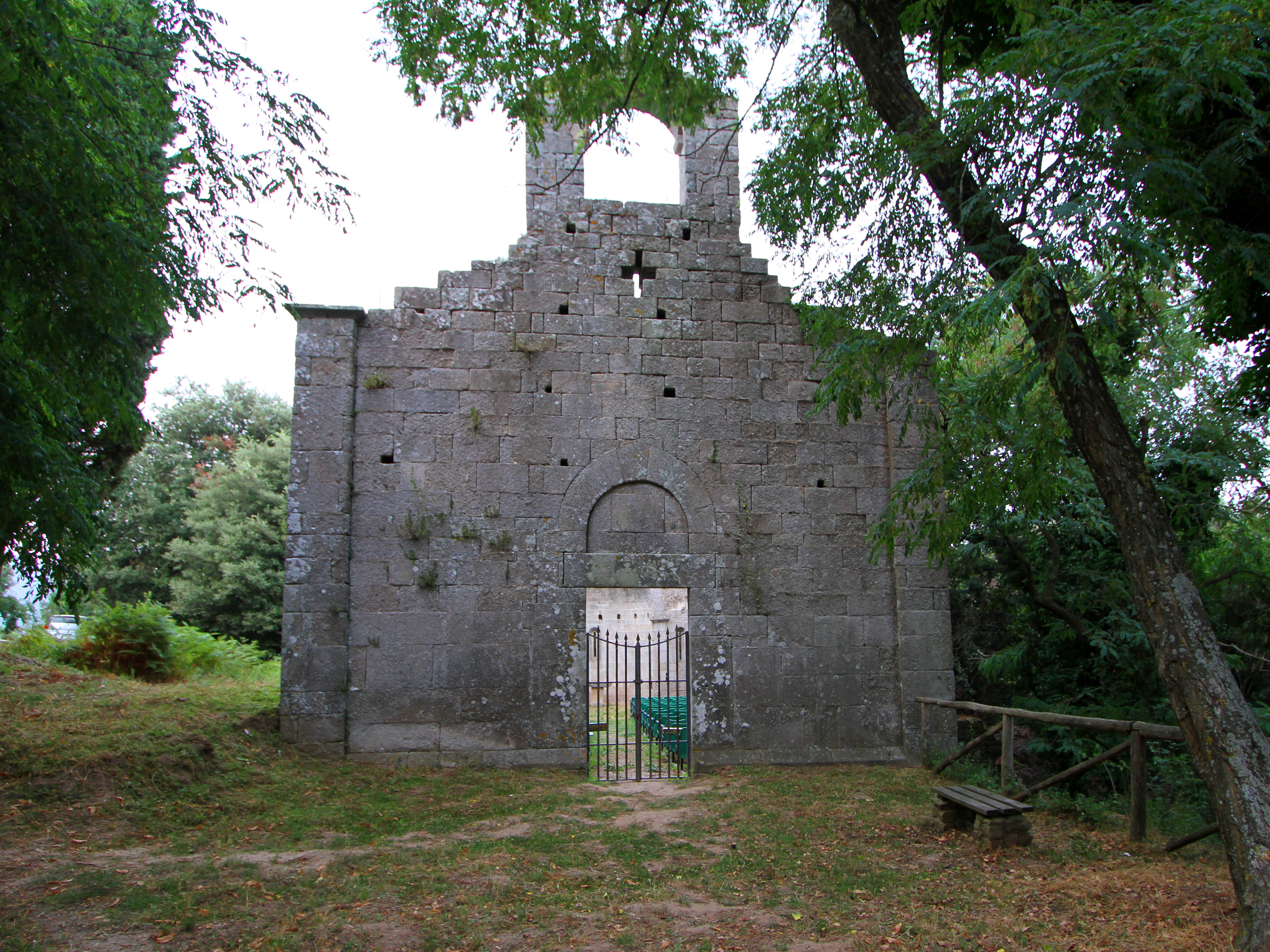
Ruine der Chiesa di San Giovanni
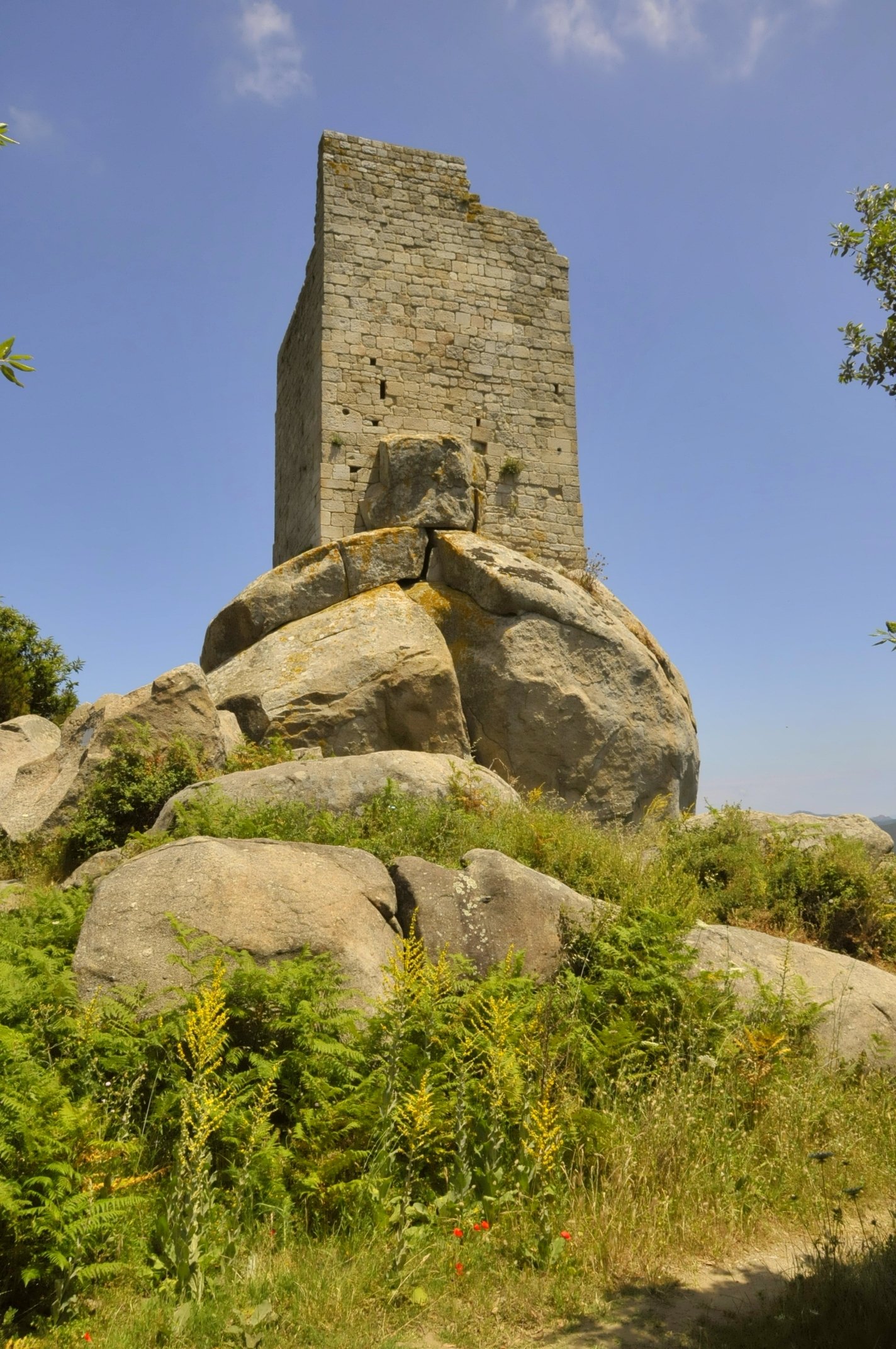
Torre di San Giovanni
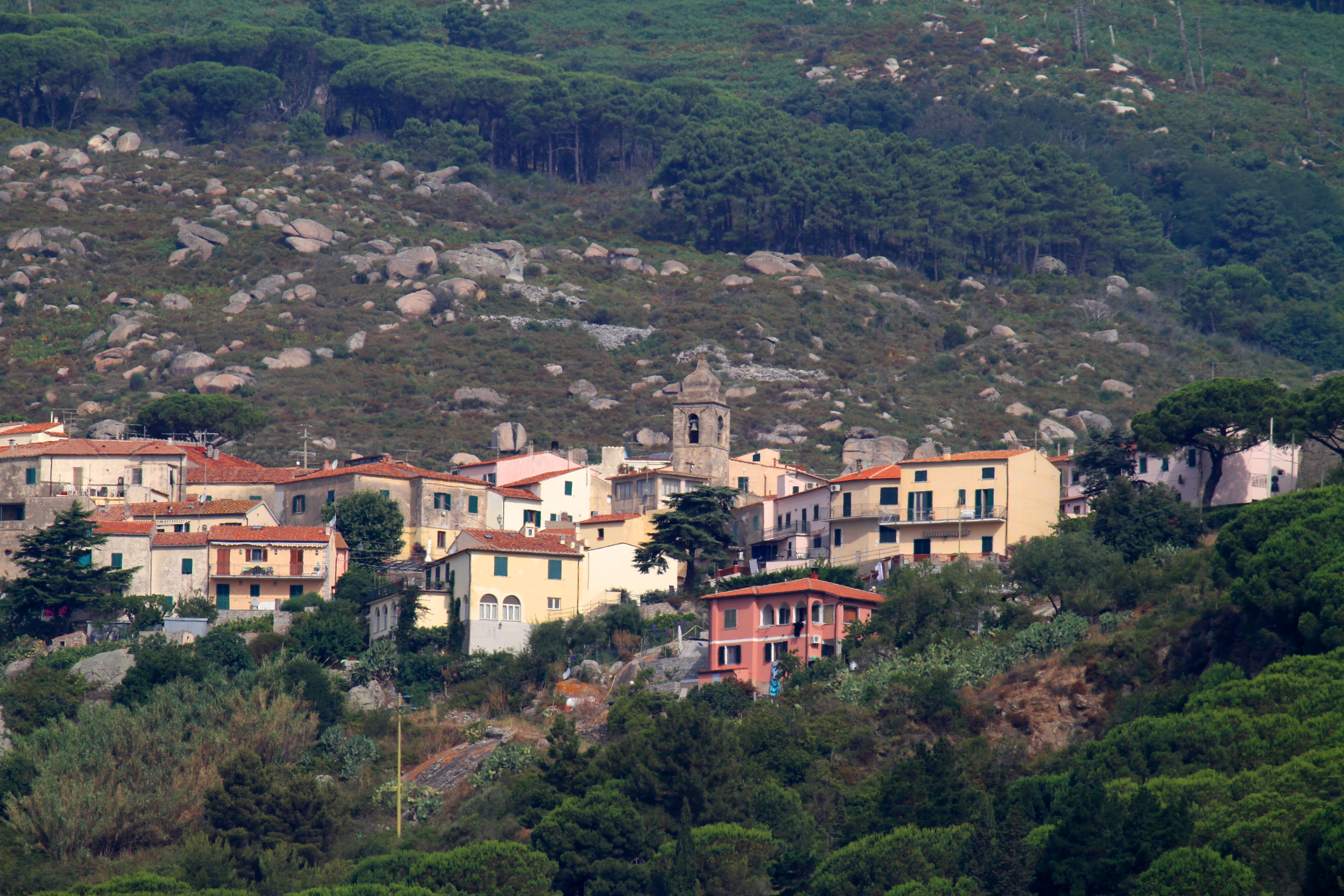
San Piero in Campo
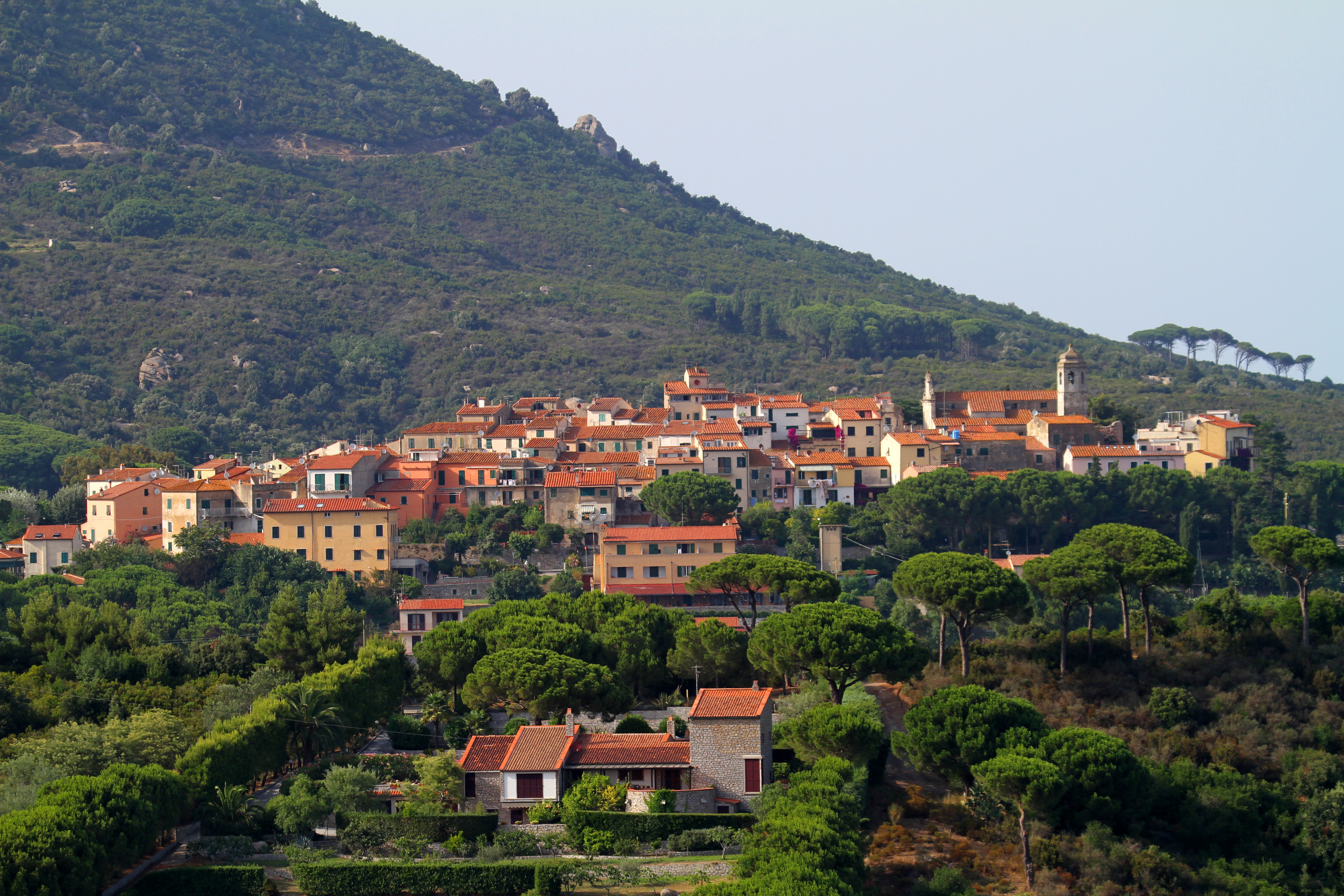
Sant'Ilario in Campo
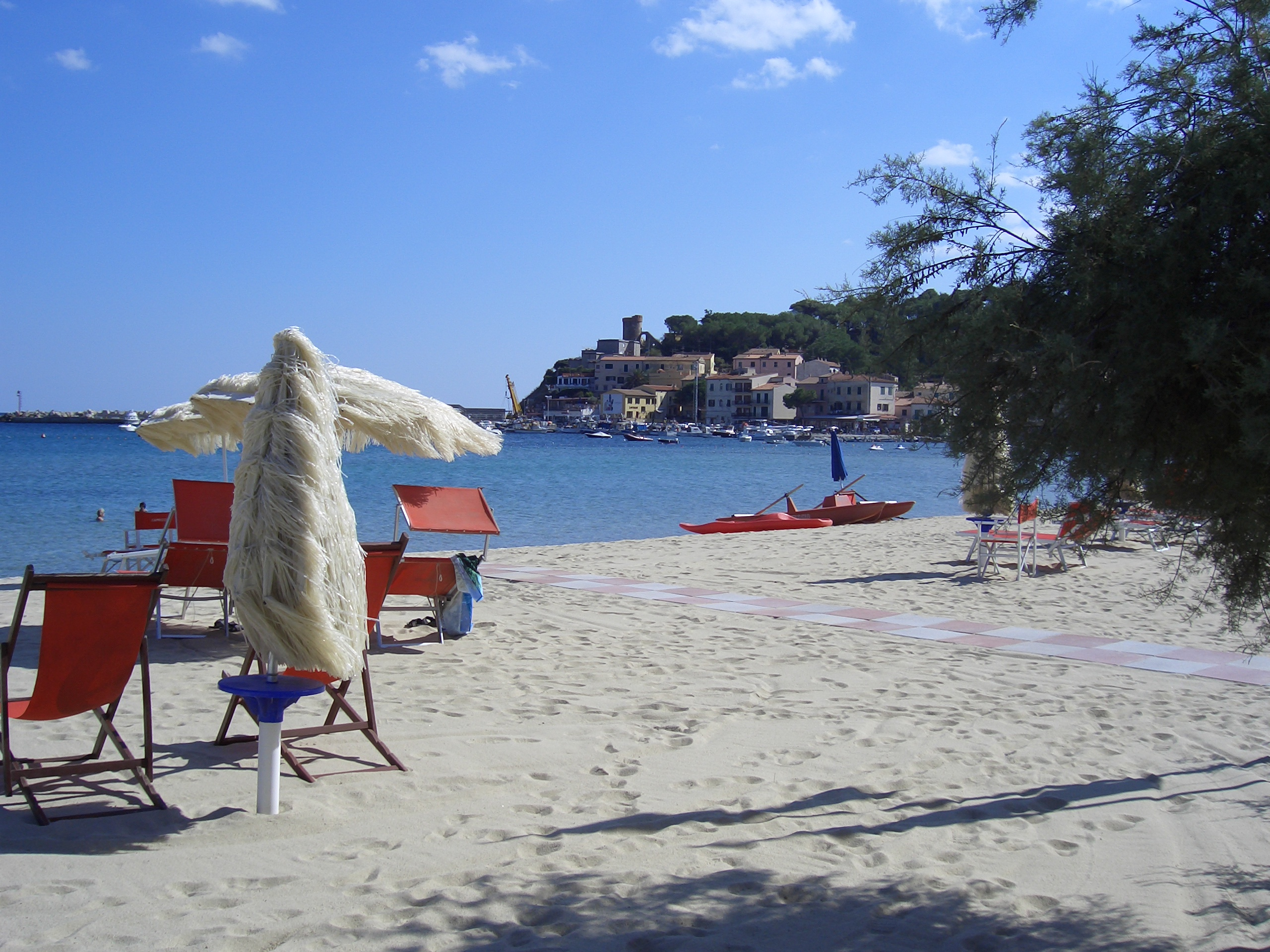
Strand von Marina di Campo
Die Bucht von Marina di Campo
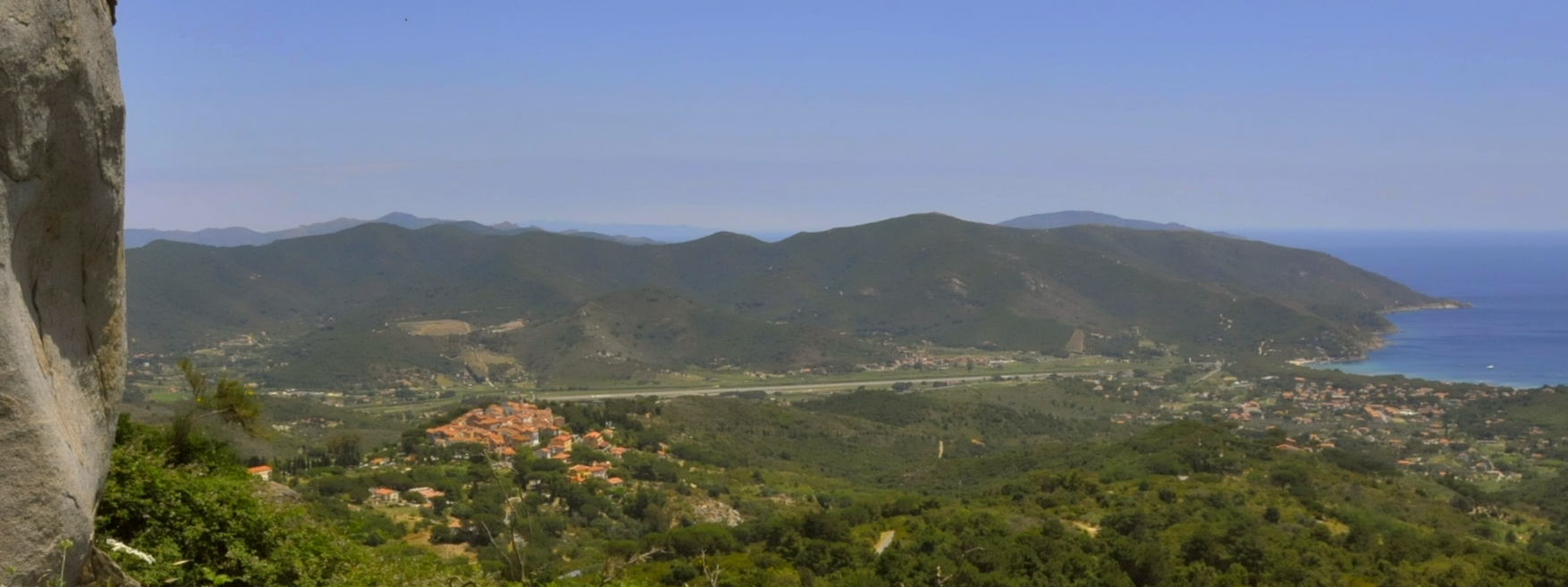
Flughafen vom Torre San Giovanni aus gesehen